# Бакланово-Муравійська сільська рада
Бакла́ново-Мураві́йська сільська́ ра́да — адміністративно-територіальна одиниця та орган місцевого самоврядування в Куликівському районі Чернігівської області. Адміністративний центр — село Бакланова Муравійка.

## Загальні відомості
Бакланово-Муравійська сільська рада утворена у 1951 році.
- Територія ради: 33,1 км²
- Населення ради: 645 осіб (станом на 2001 рік)

## Населені пункти
Сільській раді були підпорядковані населені пункти:
- с. Бакланова Муравійка

## Склад ради
Рада складалася з 12 депутатів та голови.
- Голова ради: Притиковська Наталія Володимирівна
- Секретар ради: Петухова Антоніна Михайлівна

### Керівний склад попередніх скликань
| Прізвище, ім'я, по батькові        | Основні відомості                                                                       | Дата обрання | Дата звільнення |
| ---------------------------------- | --------------------------------------------------------------------------------------- | ------------ | --------------- |
| Багмет Любов Михайлівна            | Сільський голова, 1949 року народження, член Народної партії                            | 26.03.2006   | 26.12.2006      |
| Притиковська Наталія Володимирівна | Сільський голова, 1961 року народження, освіта середня спеціальна, член Партії регіонів | 22.04.2007   | 31.10.2010      |
| Притиковська Наталія Володимирівна | Сільський голова, 1961 року народження, освіта середня спеціальна, член Партії регіонів | 31.10.2010   |                 |

Примітка: таблиця складена за даними сайту Верховної Ради України

### Депутати
За результатами місцевих виборів 2010 року депутатами ради стали:

#### За суб'єктами висування
| Суб'єкт висування            | Кількість обраних депутатів | %    |
| ---------------------------- | --------------------------- | ---- |
| Партія регіонів              | 6                           | 50   |
| Самовисування                | 4                           | 33,3 |
| Соціалістична партія України | 2                           | 16,7 |

#### За округами
| № округу                     | Прізвище, ім'я, по батькові      | Дата визнання обраним | Освіта             | Партійна приналежність | Відомості про обраного депутата                         |
| ---------------------------- | -------------------------------- | --------------------- | ------------------ | ---------------------- | ------------------------------------------------------- |
| Партія регіонів              |                                  |                       |                    |                        |                                                         |
| 2                            | Турбель Ніна Юхимівна            | 01.11.2010            | вища               | позапартійна           | тимчасово не працює                                     |
| 3                            | Герасименко Ольга Володимирівна  | 01.11.2010            | середня            | член Партії регіонів   | ЧОД НАСК «Оранта», страховий агент                      |
| 4                            | Воєдилова Євдокія Іванівна       | 01.11.2010            | вища               | позапартійна           | Виблівська ветдільниця, ветеринарний лікар              |
| 5                            | Притиковська Наталія Леонідівна  | 01.11.2010            | вища               | позапартійна           | Бакланово-Муравійське ВЗ Ніжинського ЦПЗ № 2, листоноша |
| 6                            | Шпирин Василь Іванович           | 01.11.2010            | середня            | позапартійний          | ООО «Чернігівгаз», слюсар                               |
| 7                            | Коваль Надія Іванівна            | 01.11.2010            | середня            | позапартійна           | тимчасово не працює                                     |
| Соціалістична партія України |                                  |                       |                    |                        |                                                         |
| 11                           | Багмет Любов Михайлівна          | 01.11.2010            | вища               | позапартійна           | тимчасово не працює                                     |
| 12                           | Попсуй Ірина Іванівна            | 01.11.2010            | середня            | позапартійна           | тимчасово не працює                                     |
| Самовисування                |                                  |                       |                    |                        |                                                         |
| 1                            | Павленко Віта Віталіївна         | 15.12.2013            | середня спеціальна | член Партії регіонів   | Бакланово-Муравійський фельдшерський пункт, завідувачка |
| 8                            | Дорошенко Світлана В'ячеславівна | 10.01.2011            | вища               | позапартійна           | тимчасово не працює                                     |
| 9                            | Репех Антоніна Кирилівна         | 01.11.2010            | вища               | позапартійна           | Бакланово-Муравійська сільська рада, бухгалтер          |
| 10                           | Петухова Антоніна Михайлівна     | 01.11.2010            | вища               | позапартійна           | Бакланово-Муравійська сільська рада, секретар           |